# Процентно споразумение
Процентно споразумение или Срещата с процентите (на английски: Percentages agreement) е неформално споразумение между премиерите на Съветския съюз Йосиф Сталин и на Великобритания Уинстън Чърчил за определяне на сферите на влияние в Югоизточна Европа след края на Втората световна война.
То е постигнато по време на Московската конференция на 9 октомври 1944 г. По време на среща със Сталин Чърчил предлага Съветският съюз да има 90% влияние в Румъния и 75% в България, Великобритания да има 90% влияние в Гърция, а в Югославия и Унгария влиянията да са по 50%, а Сталин одобрява по принцип предложението, поставяйки отметка с молив. На следващия ден, 10 октомври, външните министри Вячеслав Молотов и Антъни Идън продължават да преговарят по споразумението, изменяйки стойностите за България и Унгария на 80% съветско влияние.
На 10 октомври Чърчил информира за договореностите американския представител Хариман, който отсъства от срещата за Процентното споразумение. То не е оформено официално, заради резервираното отношение на американците към подобни тайни сделки, които смятат за остатък от отминаваща епоха на империализъм.
Процентното споразумение има ограничени практически последствия. При уговарянето му, Съветският съюз е окупирал изцяло Румъния и България и започва настъплението си в Югославия и Унгария, а по-късно започва налагането на тоталитарна система във всички страни под негов контрол, независимо от конкретните проценти в споразумението. Основният практически резултат от него е, че Съветският съюз не навлиза в Гърция, позволявайки на Великобритания да окупира страната. Първоначално Съветският съюз ограничава до известна степен активността на комунистическите паравоенни сили в Гърция, но не след дълго вече подкрепя комунистите в започналата Гражданска война.